# Ричард Нийл
Ричард Едмънд Нийл (на английски: Richard Edmund Neal) е американски политик от Демократическата партия.
Роден е на 14 февруари 1949 година в Спрингфийлд, Масачузетс, в работническо семейство. През 1972 година получава бакалавърска степен по политология в Американския международен колеж в Спрингфийлд, а през 1976 година магистърска степен по публична администрация в Хартфордския университет. Работи като гимназиален учител и се ангажира с политическа дейност. Служи като представител за 1-ви конгресен окръг на Масачузетс от 1989 г. Окръгът, номериран като 2-ри окръг от 1989 до 2013 г., включва Спрингфийлд, Уест Спрингфийлд, Питсфийлд, Холиоке, Агавам, Чикопи и Уестфийлд и е много по-селски от останалата част на щата. Нийл е декан на делегацията на Масачузетс в Камарата на представителите на САЩ от 2013 г., а също така е и декан на делегациите на Дома на Нова Англия.